# 廿日市站

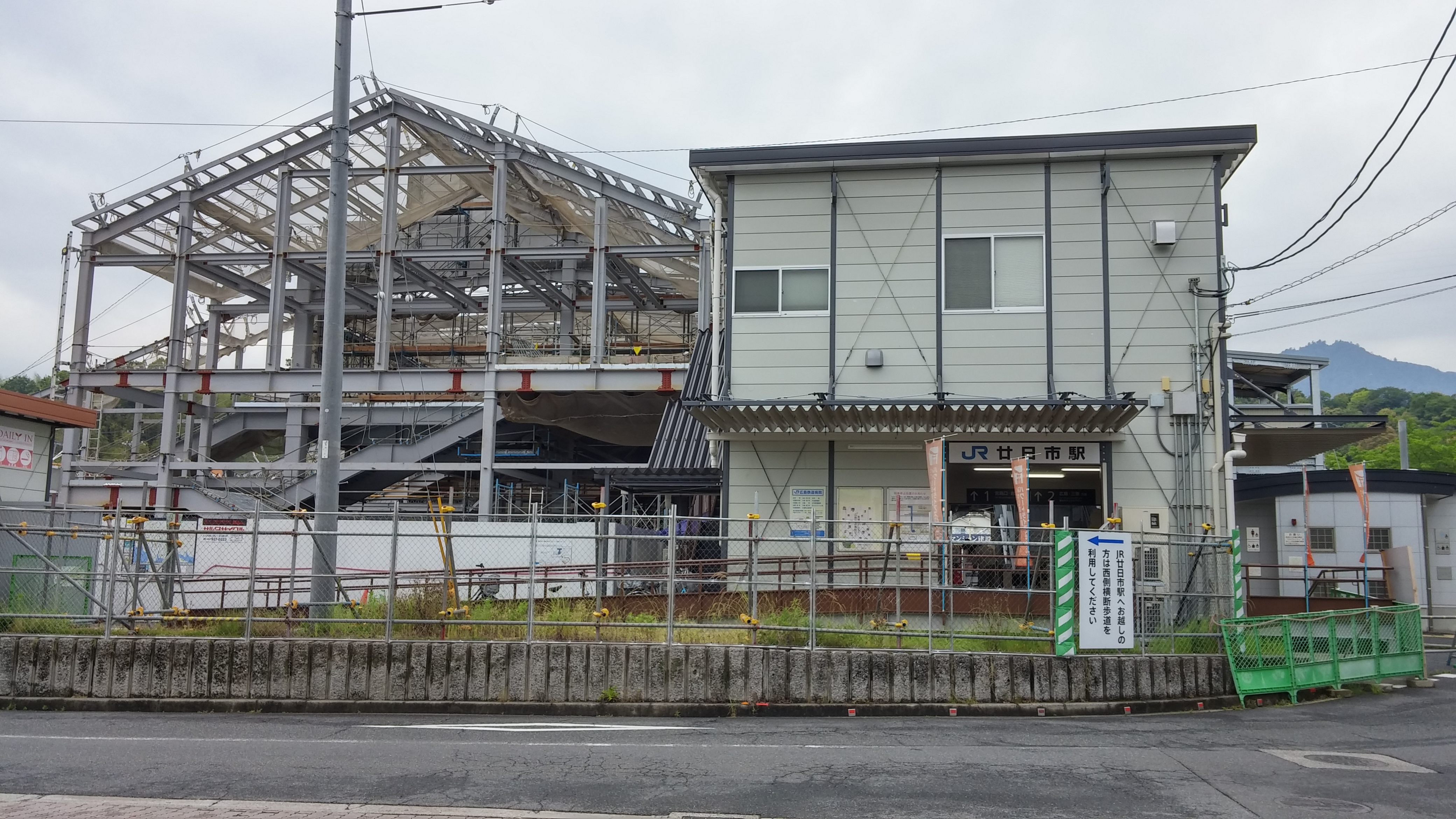
南出口臨時車站大樓（2015年5月）

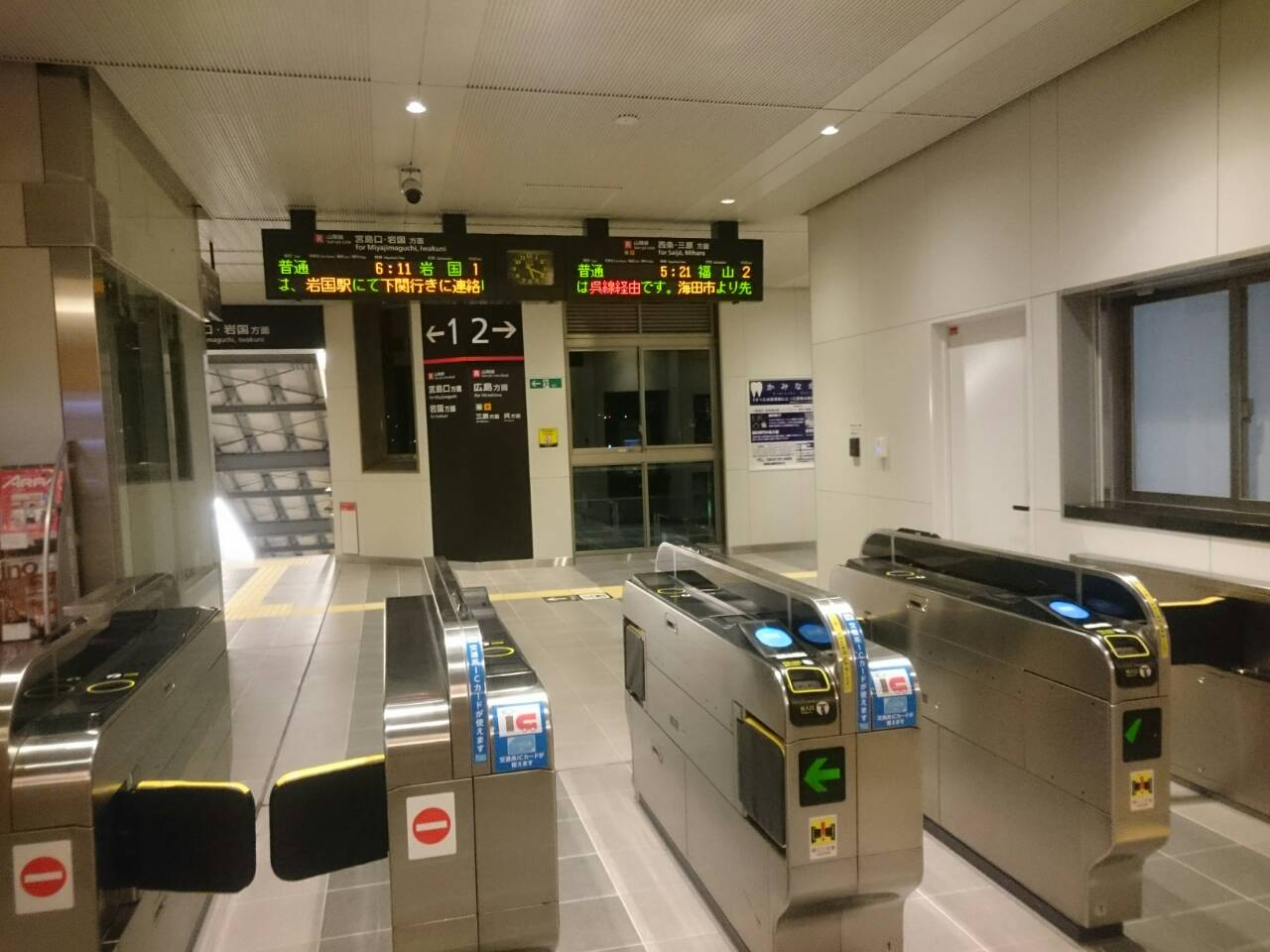
新車站大樓閘口（2015年11月1日）

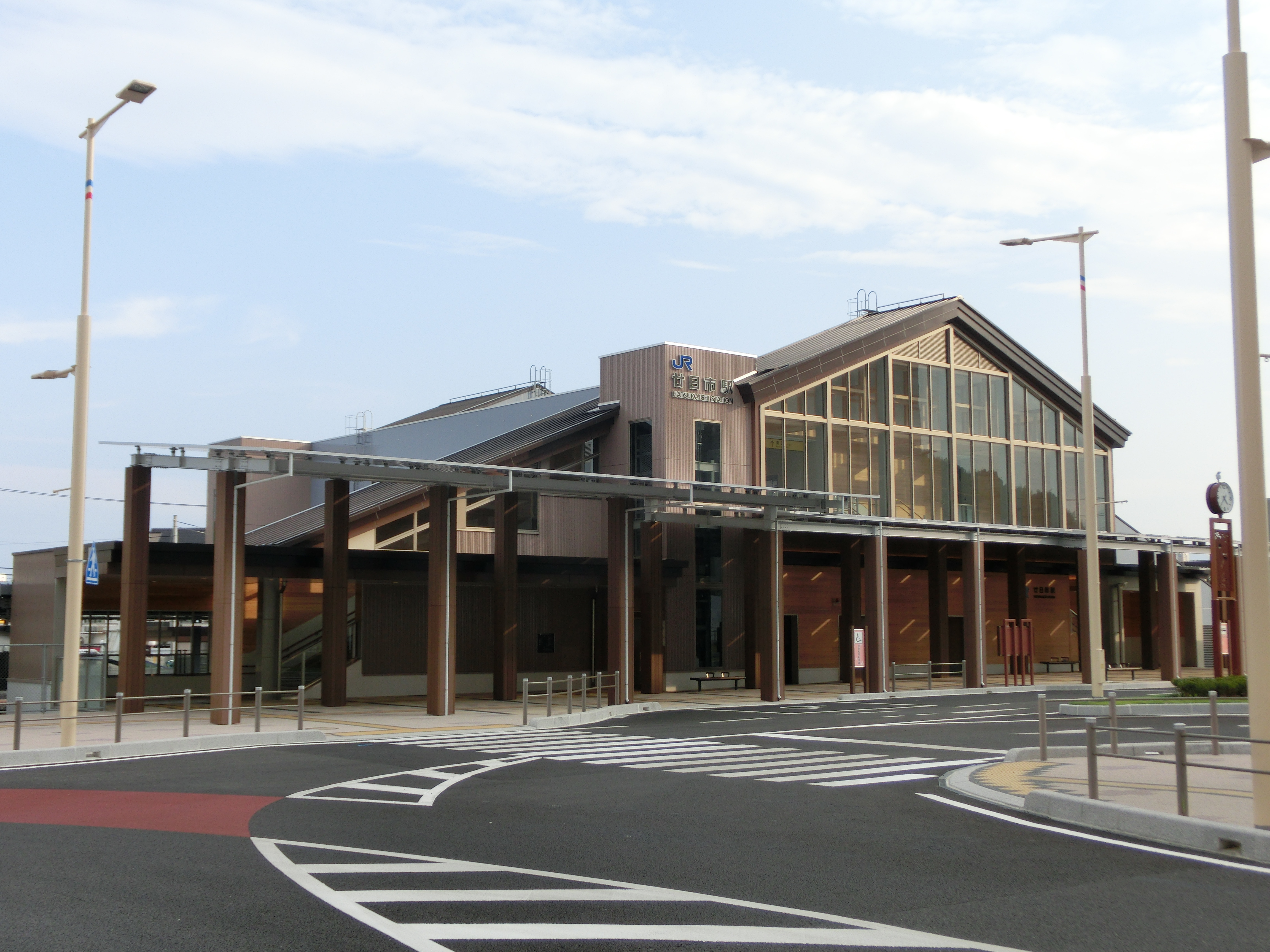
廿日市站北出口新車站大樓

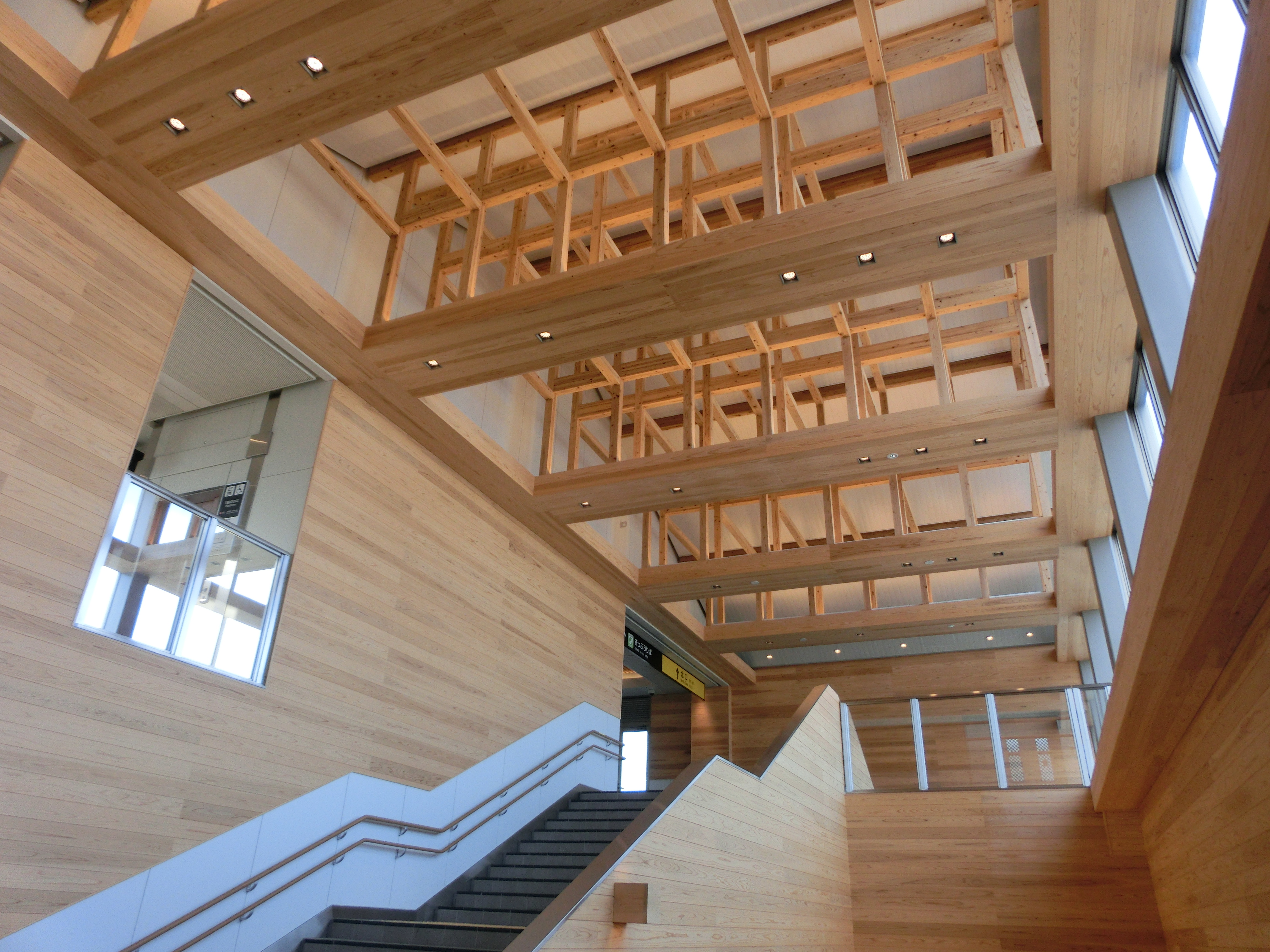
車站大樓內木造結構

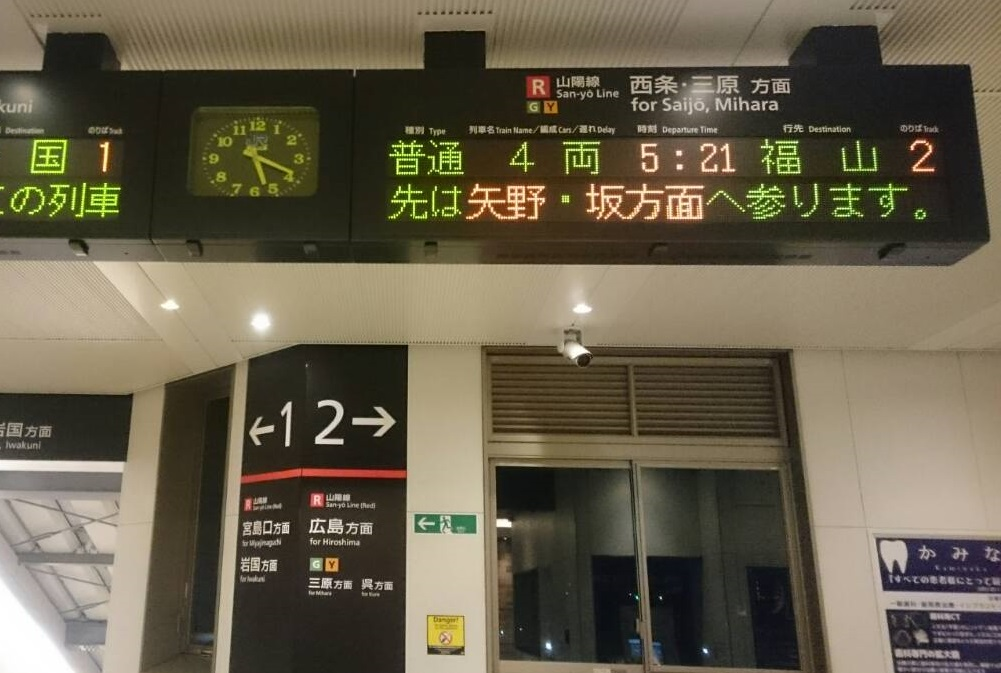
LED列車出發資訊版

廿日市站（日语：／ Hatsukaichi eki */?）是位於廣島縣廿日市市站前，西日本旅客鐵道（JR西日本）山陽本線的車站。車站位於廣島城市網絡內。車站鄰近廣島電鐵宮島線的廣電廿日市站。

## 歷史
- 1897年（明治30年）9月25日 - 山陽鐵道廣島站至德山站之間開業，此站啟用。為旅客、貨運車站。
- 1906年（明治39年）12月1日 - 山陽鐵道國有化（日语：鉄道国有法），成為官設鐵道車站。
- 1909年（明治42年）10月12日 - 制定路線名稱。成為山陽本線車站。
- 1980年（昭和55年）9月24日 - 終止貨物起卸業務。車站南側設成棚車專用貨物月台。
- 1987年（昭和62年）
  - 2月14日 - 綠色窗口開始營業。
  - 4月1日 - 伴隨國鐵分割民營化，車站由西日本旅客鐵道（JR西日本）營運。
- 2007年（平成19年）
  - 6月7日 - 引入可支援ICOCA的自動閘機（日语：自動改札機）。
  - 9月1日 - 此站可以使用ICOCA。
- 2008年（平成20年）10月1日 - 由JR西日本廣島MAINTEC（日语：JR西日本広島メンテック）負責車站業務，為業務委託車站[注 1]。
- 2009年（平成21年）6月1日 - 於此站新設JR西日本廣島MAINTEC的西廣島營業所[注 2]。
- 2014年（平成26年）
  - 3月14日 - 卷動字幕式出發列車顯示牌撤走。
  - 4月 - 開始廿日市車站改善工程。
  - 9月20日 - 舊車站大樓停止使用，改為使用臨時車站大樓。
- 2015年（平成27年）
  - 9月25日 - Daily·in（日语：デイリーイン）廿日市站店結業。
  - 10月3日 - 跨站式站房開始營業[3]。閘口、上下行月台設置了LED式列車出發顯示牌。7-11 KioskJR廿日市站店開業。
  - 10月 - JR西日本廣島MAINTEC西廣島營業所從此站[4]改至玖波站[5][注 3]。
- 2016年（平成28年）
  - 2月20日 - 南出口的升降機開始使用。北出口將會設置升降機。
  - 3月26日 - 綠色窗口營業時間的中途休息時間。從11:30～15:20關閉改為，11:30～12:30關閉和14:50～15:20開閉兩段時間。
  - 3月30日 - Fuji（日语：フジ (チェーンストア)）廿日市店於北出口開業[7]。
  - 4月22日 - 北出口的升降機開始使用。
- 2018年（平成30年）5月12日 - 廿日市站周邊開發項目完成，舉行紀念儀式，南出口站前廣場開始使用[8]。

## 車站構造
車站是一座設有跨站式站房的地面車站，設有2面2線的相對式月台。車站內設有升降機。在廣島分社中，為最後一個車站設有卷動字幕式列車出發顯示牌。在跨站式站房開始使用後，閘口、上下行線月台設置了LED式列車出發顯示牌。在上行月台中種植了櫻花古樹，由於進行跨站式站房工程，樹部分被撤走。此站由宮島口站管理，並由JR西日本廣島MAINTEC負責車站業務，為業務委託車站。車站印章是「俯瞰瀨戶內極樂寺的最近車站」。
車站內沒有廁所，南出口迴旋路設有公共廁所（無障礙廁所）。
車站大樓是一座鋼架建築物，在車站大樓內設有木工之街為主題的裝修，為廣島近郊車站大樓中少有的主題。

### 月台
| 月台 | 路線     | 上下行 | 方向                 |
| ---- | -------- | ------ | -------------------- |
| 1    | 山陽本線 | 下行   | 宮島口、岩國方向     |
| 2    | 山陽本線 | 上行   | 廣島、瀨野、三原方向 |

※在上下行線之間設有沒有月台的等待線（在運輸系統上為「2號線」），現時該路軌上沒有架空電纜，由於在配線關係（廣島一方只可連接上行線，岩國一方只連接下行線），沒有旅客列車使用該線。曾經該線可連接兩方的上下行線，成為中線。而在運輸系統上，2號月台為「3號線」。

## 使用狀況
以下為近年1日平均乘車人次列表。此站為廿日市市的代表車站，但是鄰站宮內串戶站較多人使用。
| 年度                | 1日平均 乘車人次 |
| ------------------- | ---------------- |
| 1987年（昭和62年）  | 4,775            |
| 1988年（昭和63年）  | 3,966            |
| 1989年（平成 元年） | 3,803            |
| 1990年（平成02年）  | 3,807            |
| 1991年（平成03年）  | 3,890            |
| 1992年（平成04年）  | 4,120            |
| 1993年（平成05年）  | 4,069            |
| 1994年（平成06年）  | 4,048            |
| 1995年（平成07年）  | 3,958            |
| 1996年（平成08年）  | 3,863            |
| 1997年（平成09年）  | 3,688            |
| 1998年（平成10年）  | 3,738            |
| 1999年（平成11年）  | 3,783            |
| 2000年（平成12年）  | 3,899            |
| 2001年（平成13年）  | 3,903            |
| 2002年（平成14年）  | 3,743            |
| 2003年（平成15年）  | 3,619            |
| 2004年（平成16年）  | 3,500            |
| 2005年（平成17年）  | 3,463            |
| 2006年（平成18年）  | 3,488            |
| 2007年（平成19年）  | 3,556            |
| 2008年（平成20年）  | 3,478            |
| 2009年（平成21年）  | 3,376            |
| 2010年（平成22年）  | 3,325            |
| 2011年（平成23年）  | 3,324            |
| 2012年（平成24年）  | 3,410            |
| 2013年（平成25年）  | 3,473            |
| 2014年（平成26年）  | 3,400            |
| 2015年（平成27年）  | 3,648            |
| 2016年（平成28年）  | 3,791            |
| 2017年（平成29年）  | 3,966            |

## 車站周邊
從此站步行3分鐘便可到達廣島電鐵宮島線廣電廿日市站。
站前設有古老的商店街。曾經在二十日的那日市場開放。因此為廿日市名稱的來源。從此站步行3分鐘便可到達中央公民館，為西國街道廿日市本陣。
另外設有以下設施：
洞雲寺：裡面有一座禪宗寺廟。該古老寺廟內有毛利元就和嚴島之戰指揮官陶晴賢的墳墓。本尊為釋迦如來像。
桂公園：為一座大型公園。該此從前是是一座櫻尾市，是一座漂浮在海上的城堡，在嚴島之戰中，為毛利元就一方的陣地，後來豐臣秀吉前往宮島參拜時停留的地方。後來該此處比較荒涼，該城主的子孫桂太郎（明治時期的元老、總理大臣和公爵）買回土地並轉贈廿日市町，後來成為桂公園。
天滿宮：在一個小山上，可看見廿日市市內全景。該處設有大型樟樹而聞名。在1991年（平成3年）的颱風密瑞兒使部分樹木倒下，現時還存在的樟樹也比較宏偉。
車站北邊曾經是田地和山地，在車站工程後，北邊改建為住宅區。
車站南邊設有前往廿日市市區內的道路。
- 南出口
  - Spark（日语：スパーク (スーパーマーケット)） 廿日市店
  - 折扣藥品Cosmos（日语：コスモス薬品） 佐方店
  - 山陽女子短期大學
  - 山陽女學園中等部·高等部（日语：山陽女学園中等部・高等部）
  - 廣島縣立廿日市高等學校（日语：広島県立廿日市高等学校）
- 北出口
  - Fuji（日语：フジ (チェーンストア)）廿日市店（於2016年（平成28年）3月30日開業[7]）

## 相鄰車站
西日本旅客鐵道
 山陽本線
■快速「城市快車」（只有星期六及假日服務）、■快速「通勤快車」（只有平日早上上行班次）
通過
■普通
五日市－廿日市－宮內串戶

## 注腳

## 外部連結
- 廿日市｜車站資訊：JR出門網 - 西日本旅客鐵道